# Combat de Saint-Jean-Brévelay (1794)
Pour les articles homonymes, voir Combat de Saint-Jean-Brévelay.
Chouannerie
La combat de Saint-Jean-Brévelay se déroula lors de la chouannerie.

## Le combat
En juillet 1794, Joseph de Puisaye est reconnu par plusieurs chefs chouans comme général de l’Armée catholique et royale de Bretagne. Dans le Morbihan, les insurgés s’organisent mais il leur manque un commandant en chef. Puisaye s’adresse d’abord à La Bourdonnaye, dit ‘’Coco’’, pour commander le département mais celui-ci décline l’offre. Puisaye se tourne alors vers Boulainvilliers, il le rencontre dans les bois d’Alréac, près de Redon. Boulainvilliers accepte l’offre et Puisaye lui remet une somme de 50 000 francs pour l’organisation des troupes. Colas du Resto est nommé commandant en second.
En août, Boulainvilliers décide de passer à l’action, il ordonne un rassemblement au bourg de Saint-Jean-Brévelay. Les chefs Pierre Guillemot et Botidoux arrivent rapidement, mais finalement seulement 300 hommes assez mal armés répondent à l’appel. De plus les républicains sont prévenus de ce rassemblement et envoient plusieurs détachements qui patrouillaient dans les environs de Locminé et Bignan sur Saint-Jean-Brévelay. Le 30 thermidor, ou 17 août, les Bleus attaquent le bourg, les rebelles sont complètement surpris, n’opposent aucune résistance et prennent la fuite du côté de la Claye, sur le village de Cadoudal, en Plumelec, ils perdent un homme tué et plusieurs prisonniers. Après leur succès, les Républicains regagnent Locminé.